# Astronomische Nederlandse Satelliet
Der Astronomische Nederlandse Satelliet (ANS) war der erste niederländische Satellit und das erste große niederländische Raumfahrtprojekt, ein Weltraumteleskop für Ultraviolettastronomie und Röntgenastronomie.
ANS wurde am 30. August 1974 von der Vandenberg Air Force Base mit einer Scout-Rakete in eine zu niedrige Erdumlaufbahn gebracht. Er trat am 14. Juni 1977 wieder in die Erdatmosphäre ein.
ANS war ein Gemeinschaftsprojekt der niederländischen NIVR und der US-amerikanischen NASA. Die wissenschaftlichen Instrumente waren:
- ein Ultraviolettteleskop mit 22 cm Spiegeldurchmesser mit einem Spektrophotometer für den Wellenlängenbereich 150–330 nm, eine Entwicklung der Universität Groningen
- ein Experiment für den weichen Röntgenbereich (0,16–0,28 und 0,3–7 keV), eine Entwicklung der Universität Utrecht
- ein amerikanisches Experiment für den harten Röntgenbereich (1–30 keV).

ANS entdeckte unter anderem erstmals Röntgenemission aus der Korona eines anderen Sterns als der Sonne, des Sterns Capella. Röntgenausbrüche und Röntgenflares von den veränderlichen Sternen UV Ceti und YZ CMi.
Nach dem Satelliten wurde im Jahr 2000 ein Asteroid benannt: (9996) ANS.